# Terence Weber
Terence Weber (24 de septiembre de 1996) es un deportista alemán que compite en esquí en la modalidad de combinada nórdica. Ganó una medalla de plata en el Campeonato Mundial de Esquí Nórdico de 2021, en el trampolín normal + 5 km individual.

## Palmarés internacional
| Campeonato Mundial | Campeonato Mundial    | Campeonato Mundial | Campeonato Mundial       |
| Año                | Lugar                 | Medalla            | Prueba                   |
| ------------------ | --------------------- | ------------------ | ------------------------ |
| 2021               | Oberstdorf (Alemania) | Medalla de plata   | TN + 4 × 5 km por equipo |